# Conversió de l'aigua en vi

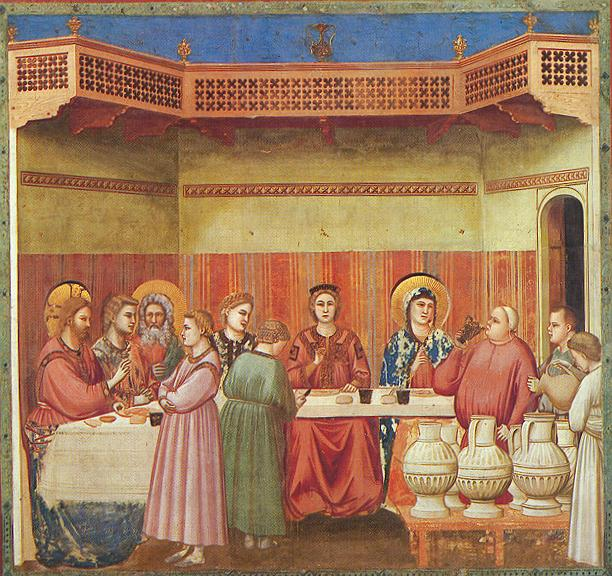
Les noces de Canà de Giotto, segle XIV

La conversió de l'aigua en vi durant les bodes o noces de Canà és el primer miracle de Jesús a l'Evangeli segons Joan.
A la narració bíblica, Jesús i sa mare varen ser convidats a un casament i quan s'acabà el vi, Jesús va fer el miracle de convertir aigua en vi.
Tradicionalment, la localització exacta de Canà ha estat subjecte a debat entre els estudiosos bíblics i els arqueòlegs i són candidats uns quants pobles de Galilea. La historicitat de la narració és rebutjada per un cert nombre d'historiadors crítics.

## Narració bíblica

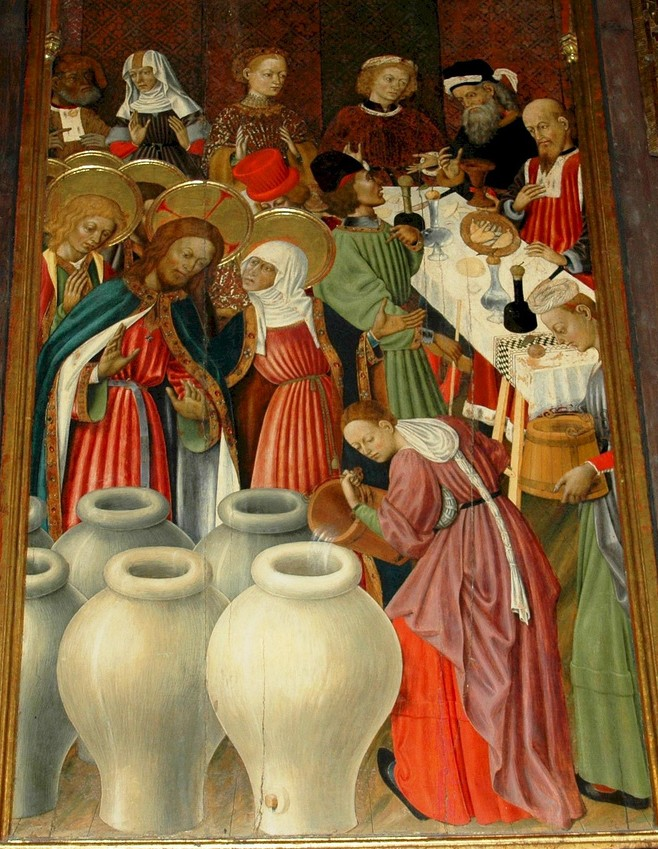
Banquet de boda a Canà, panell del retaule de la Transfiguració (s.XV) de Bernat Martorell, Catedral de Barcelona.

A  Joan:2-1 es recull que, mentre Jesús assistia a un casament a Canà amb els seus deixebles es va acabar el vi per a la festa. La mare de Jesús (l'Evangeli de Joan no se l'anomena pel nom) diu al seu fill, "No tenen gens de vi", i Jesús li respongué, "Dona, i jo què hi tinc a veure? Encara no ha arribat la meva hora." Llavors la seva mare va indicar als criats, "Feu tot el que ell us digui".［ Joan:2-3］ Jesús va ordenar als criats que omplissin gerros d'aigua i en traguessin alguns i el portessin al cambrer administrador principal. Després de tastar-lo, i sense saber d'on venia, aquest va felicitar el nuvi per poder comptar amb el millor vi que mai havia servit. Joan:2-6 Joan hi afegeix: "Jesús va fer així el primer dels seus senyals, a Canà de Galilea, així manifestà la seva glòria, i els seus deixebles van creure en ell". Joan:2-11

## Interpretació

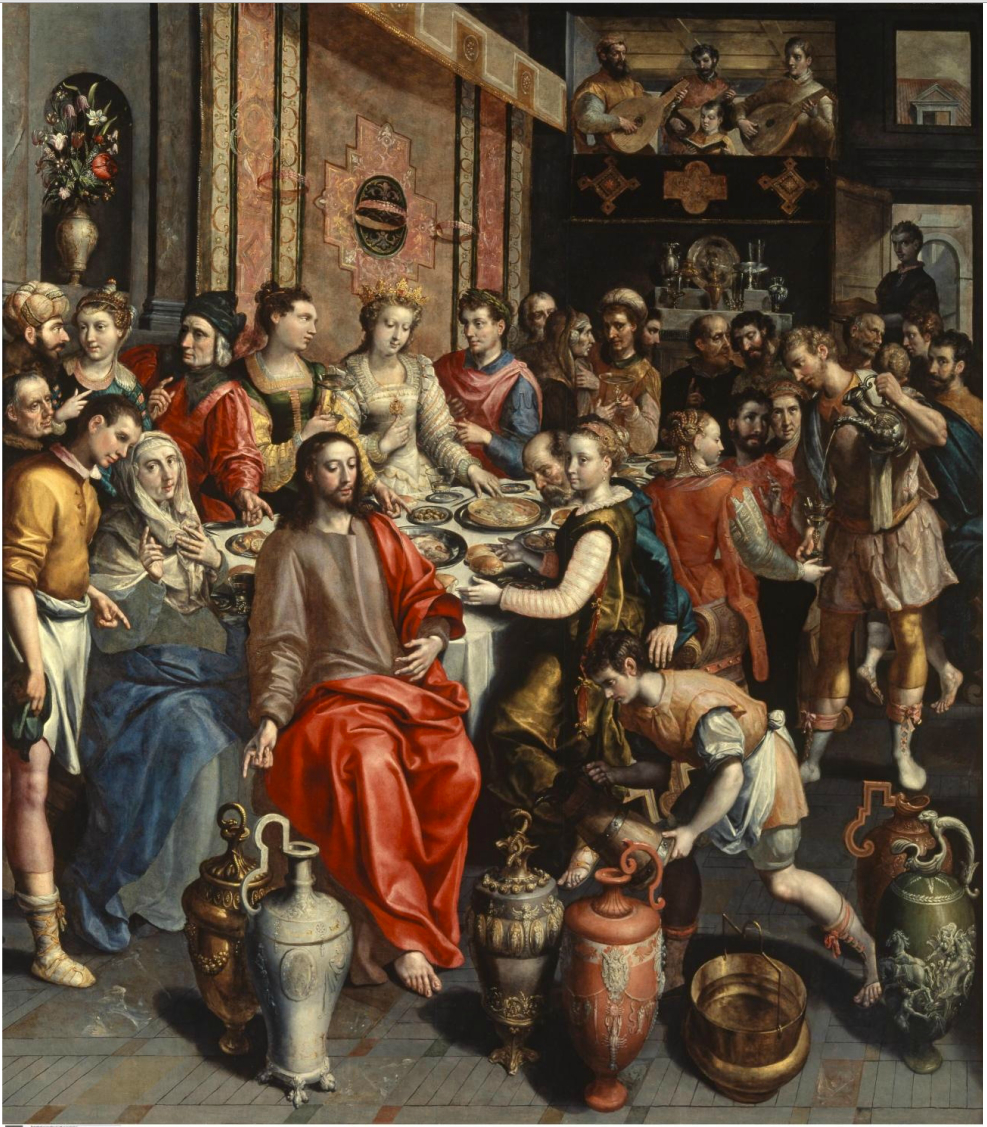
Les noces de Canà de Marten de Vos, c. 1596

Encara que cap dels evangelis sinòptics no esmenten l'esdeveniment, la tradició cristiana principal sosté que aquest és el primer miracle públic de Jesús. Tanmateix, a l'evangeli de Joan té una importància simbòlica considerable: és el primer dels set miracles "senyals" pels quals es testifica l'estatus diví de Jesús al voltant dels quals s'estructura l'evangeli.
És encara un tema de debat entre els teòlegs si la història parla d'una transformació material real d'aigua a vi o és una al·legoria espiritual. Interpretat al·legòricament, les bones notícies i l'esperança recollida a la història és present a les paraules del cambrer quan, en tastar el bon vi, digué: "Tothom serveix primer el vi bo, i llavors, després que els convidats han begut molt, treuen el de qualitat inferior. Però aquí han mantingut el bon vi fins ara".［ Joan:2-10］ Això es podria interpretar dient simplement que és sempre més fosc abans de l'alba, però les bones coses són en camí. La interpretació més habitual, tanmateix, és que això és una referència a l'aparició de Jesús, que l'autor del Quart Evangeli considera que és com el bon vi.
La història ha tingut importància considerable en el desenvolupament de la teologia pastoral cristiana. La narració de l'evangeli en què Jesús és convidat i assisteix a un casament i fa servir el seu poder diví per a salvar la festa del desastre es consideren una evidència de la seva aprovació de les noces matrimonials i altres celebracions terrenals. Això contrasta, per exemple, amb el punt de vista més auster de Sant Pau, com s'observa als 1 Corintis 7. També es fa servir com a argument contra el Moviment per la Temprança, d'arrels radicals cristianes.
El miracle també es pot veure com l'antítesi del primer miracle públic de Moisès que converteix l'aigua del Nil en sang. Això establiria un enllaç simbòlic entre Moisès com el primer salvador dels jueus a través de la seva fugida des d'Egipte i Jesús com el salvador espiritual de totes la humanitat.

## Visió dels mormons
En contra del corrent principal de l'actual creença Mormona, el líder mormó Orson Hyde ensenyava que el matrimoni a Canà era el mateix casament de Jesús, que Jesús era un polígam i que les germanes Maria Magdalena i Marta així com una altra Maria eren les seves esposes. Aquestes ensenyances mai no s'han acceptat com a part de la doctrina mormona oficial de l'Església de Jesucrist dels Sants dels Darrers Dies i no es considera veritable per la immensa majoria dels mormons d'avui. El crític antimormó Floyd McElveen argumenta en contra d'aquesta hipòtesi basada en Joan 2:8-10 que manifesta que el mestre de cerimònies de la festa (desconeixedor del miracle) felicitava "el nuvi" pel vi, no a Jesús i que tal com se cita a Joan 2:2: "També hi fou convidat Jesús, juntament amb els seus deixebles", i hom no es convida al seu propi casament.

## Geografia i arqueologia

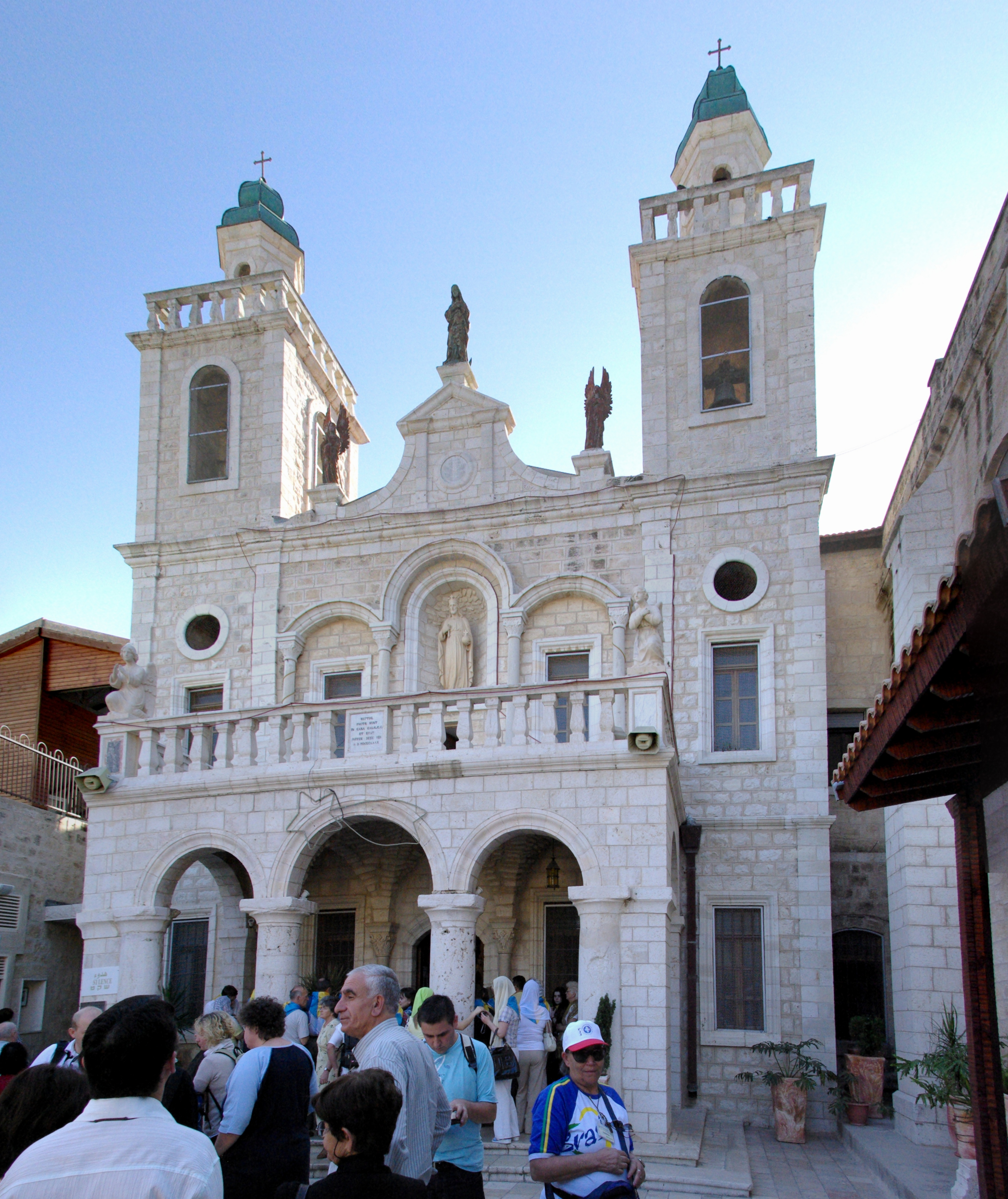
L'"Església del casament" a Kafr Kanna, Israel, un lloc de pelegrinatge què molts cristians creuen que és el lloc del casament Bíblic

La localització exacta de Canà ha estat subjecte de debat entre els investigadors. Recentment s'ha mantingut que, com que l'Evangeli de Joan s'adreçava a cristians jueus de l'època, no és probable que l'evangelista esmentara un lloc inexistent. Els pobles de Galilea candidats a ser el Canà històric són: Kafr Kanna, Kenet-l-Jalil (també anomenat Khirbet Kana) i Ain Kana a Israel i Qana al Líban.
Segons l'Enciclopèdia Catòlica de 1914, una antiga tradició del segle viii identificava Canà amb la ciutat àrab moderna de Kafr Kanna, uns 7 km al nord-est de Natzaret, Israel. Investigadors actuals han suggerit alternatives, incloent-hi el poble en ruïnes de Kenet-el-Jalil (també conegut com a Khirbet Kana), 9 km més al nord, i Ain Kana, que és més proper a Natzaret i considerat per alguns com el millor candidat en termes etimològics. Mentre que el poble de Qana, al sud del Líban, es considera un candidat improbable per la seva localització, tot i ser considerat el lloc correcte per molts cristians libanesos locals.
Molts arqueòlegs antics i moderns han procurat recobrar els gerros utilitzats a Canà, però cap dada arqueològica concreta no ha confirmat la seva descoberta.
Al diari Revisió Arqueològica Bíblica, Michael Homan sosté que molts estudiosos bíblics han malinterpretat els primers textos, traduint a 'vi' quan la traducció correcta seria 'cervesa'. Si a la celebració a Canà s'havia servit cervesa en comptes de vi, és molt menys probable que hi hagi proves arqueològiques dels gerros. Com diu Homan, la cervesa es consumia normalment acabada de fer, deixant menys traça dels gerros que l'hagués contingut. A més, les eines utilitzades per la seva producció són sovint iguals que les fetes servir en la fabricació de pans.